# Muntanyes Watkins
La serralada Watkins és la cadena de muntanyes més altes de Groenlàndia, està a la part est de l'illa auns 80 km al nord-est de Cap Normann. Es troba entre les poblacions de Tasiilaq i Ittoqqortoormiit. Les seves dues principals glaceres es diuen Rosenberg i Christian IV. Els seus pics estan coberts de gel i els penya-segats són exposats. De juliol a agost és una poca adequada per l'escalada esportiva i s'hi organitzen expedicions.
El pic principal és Gunnbjørn Fjeld de 3.694 m d'altitud el qual també és el cim més alt de tota l'Àrtida, aquesta serralada té les 10 muntanyes més altes de l'Artida. Rep el nom de l'explorador noruec Gunnbjørn Ulfsson.
Gunnbjørnsfjeld va ser primer albirat per les antigues expedicions dels vikings i en temps moderns per Gino Watkins, d'on rep el nom la serralada, l'1 de setembre de 1930 durant una expedició britànica. La primera ascensió es va fer l'any 1935.

## Muntanyes
- Gunnbjørn Fjeld - 3.694 m
- Dome (o Qaqqaq Kershaw,Qaqqaq significa "muntanya" en greelandès) - 3.682 m
- Cone -(o Qaqqaq Johnson) - 3.669 m
- PEV (rep el nom de Paul Emile Victor)-3.609 m

i moltes altres muntanyes fan més de 3.000 metres d'altitud.